# Ley general para la prevención y gestión integral de residuos (México)
La Ley General para la prevención y gestión integral de los residuos es la máxima ley en el territorio de México en materia de gestión de residuos, esta ley abarca la gestión tanto de residuos no peligrosos sólidos urbanos como la gestión de los residuos peligrosos, considera además una tercera clasificación de residuos denominados residuos de manejo especial y está basada en el Artículo 4 de la Constitución Política de los Estados Unidos Mexicanos y la Ley General del Equilibrio Ecológico y protección al ambiente. Fue promulgada el 8 de octubre de 2003 durante la presidencia de Vicente Fox Quezada.

## Antecedentes
El principal antecedente para esta ley es la Ley General del equilibrio ecológico y protección al ambiente publicada en 1988, en la cual ya se mencionan algunas de las funciones que contiene esta ley como la distribución de competencias en materia de gestión de residuos y la clasificación. Sin embargo, se consideró para la política ambiental de México y a fin de garantizar el desarrollo sustentable que se debería contar con una ley específica en materia de gestión de residuos lo cual se hizo realidad a partir del año 2003.

## Principios de la Ley
La ley general parte de una serie de principios entre los que se encuentran:
1.- Prevenir, valorizar y hacer un manejo integral bajo criterios de eficiencia ambiental, tecnológica, económica y social
2.- Responsabilidad compartida de productores, consumidores y autoridades
3.- El generador de residuos debe asumir los costos de su disposición
4.- Los lugares que han sido afectados por la disposición inadecuada de residuos deben ser atendidos para que dejen de ser fuente de contaminación
5.- Es indispensable que los procesos de producción se realicen bajo condiciones de eficiencia ambiental, en términos de uso de recursos, insumos y generación de residuos

## Contenido
En esta ley se exponen de manera general y concisa las disposiciones generales aplicables dentro de México en materia de residuos. Las competencias, coordinación y atribuciones de los tres órdenes de gobierno y entre las instituciones.
La Ley clasifica a los residuos de tres formas:
- Residuos no peligrosos o residuos sólidos urbanos
- Residuos peligrosos
- Residuos de manejo especial

Se describen también los instrumentos de la política de prevención y la gestión integral de los mismos, los planes de manejo y los esquemas de participación social y denuncia popular, así como la responsabilidad acerca de la contaminación y la remediación de sitios contaminados.

## Estructura

### Título primero: Disposiciones generales
- Capítulo único. Objeto y aplicación de la ley (Artículos 1 al 5)

### Título segundo: Distribución de competencias y coordinación
- Capítulo único. Atribuciones de los tres órdenes de gobierno y coordinación entre dependencias (Artículos 6 al 14)

### Título tercero: Clasificación de los residuos
- Capítulo único. Fines, criterios y bases (Artículos 15 al 24)

### Título cuarto: Instrumentos de la política de prevención y gestión integral de los residuos
- Capítulo 1. Programas para la prevención y gestión integral de los residuos (Artículos 25 y 26)
- Capítulo 2. Planes de manejo (Artículo 27 al 34)
- Capítulo 3. Participación social (Artículos 35 y 36)
- Capítulo 4. Derecho a la información (Artículos 37 al 39)

### Título quinto: Manejo integral de residuos peligrosos
- Capítulo 1. Disposiciones generales (Artículos 40 al 43)
- Capítulo 2. Generación de residuos peligrosos (Artículos 44 al 49)
- Capítulo 3. De las autorizaciones (Artículos 50 al 53)
- Capítulo 4. Manejo integral de los residuos peligrosos (Artículos 54 al 67)
- Capítulo 5. Responsabilidad acerca de la contaminación y remediación de sitios (Artículos 68 al 79)
- Capítulo 6. La prestación de servicios en materia de residuos peligrosos (Artículos 80 al 84)
- Capítulo 7. Importación y exportación de residuos peligrosos (Artículos 85 al 94)

### Título sexto: De la prevención y manejo integral de residuos sólidos urbanos y de manejo especial
- Capítulo único. (Artículos 95 al 99)

### Título séptimo: Medidas de control y de seguridad, infracciones y sanciones
- Capítulo 1. Visitas de inspección (Artículos 101 al 103)
- Capítulo 2. Medidas de seguridad (Artículos 104 y 105)
- Capítulo 3. Infracciones y sanciones administrativas (Artículos 106 al 115)
- Capítulo 4. Recurso de revisión y consulta popular (Artículos 116 al 125)